# Годінешть (комуна)
Годінешть, Годінешті (рум. Godinești) — комуна у повіті Горж в Румунії. До складу комуни входять такі села (дані про населення за 2002 рік):
- Аржоч (150 осіб)
- Годінешть (1171 особа)
- Килчешть (272 особи)
- Кіліу (77 осіб)
- Пириу-де-Вале (276 осіб)
- Пириу-де-Пріпор (408 осіб)
- Ретез (111 осіб)

Комуна розташована на відстані 255 км на захід від Бухареста, 24 км на захід від Тиргу-Жіу, 101 км на північний захід від Крайови.

## Населення
За даними перепису населення 2002 року у комуні проживали 2465 осіб.
Національний склад населення комуни:
| Національність | Кількість осіб | Відсоток |
| -------------- | -------------- | -------- |
| румуни         | 2455           | 99,6%    |
| цигани         | 9              | 0,4%     |
| болгари        | 1              | < 0,1%   |

Рідною мовою назвали:
| Мова      | Кількість осіб | Відсоток |
| --------- | -------------- | -------- |
| румунська | 2464           | > 99,9%  |
| циганська | 1              | < 0,1%   |

Склад населення комуни за віросповіданням:
| Релігія       | Кількість осіб | Відсоток |
| ------------- | -------------- | -------- |
| православні   | 2455           | 99,6%    |
| п'ятдесятники | 9              | 0,4%     |
| лютерани      | 1              | < 0,1%   |